# Centre national d'enseignement à distance
Le Centre national d'enseignement à distance (Cned ou CNED) est, en France, un établissement public à caractère administratif du ministère de l'Éducation nationale vendant des formations à distance.  

## Activités
Le CNED assure pour le compte de l'État le service public de l'enseignement à distance d'une part, et d'autre part la formation de ceux qui le souhaitent quels que soient leur âge et leur situation. En 2022, la part des étudiants inscrits au titre de la mission de service public ne représente plus que 25 % de l'ensemble des étudiants.
L'établissement propose en 2024 un catalogue de 200 formations différentes. Il dispense 143 300 formations par an à un public composé à 68 % de public scolaire et à 32 % d'étudiants et adultes.

## Histoire
En 1939, pendant la drôle de guerre qui a débuté la Seconde Guerre mondiale, un service d'enseignement par correspondance est créé par décret du 2 décembre pour pallier la désorganisation de l'enseignement due à l'évacuation des zones frontalières. Son siège est alors fixé à Vanves. En septembre 1940, pendant l'Occupation, il est doublé d'un service similaire en zone non occupée, après que les Allemands ont instauré la ligne de démarcation le 25 juin 1940, conformément à l'armistice du 22 juin.
En 1944, le régime de Vichy crée le Centre national d'enseignement par correspondance (CNEC) par décret du 30 mai, afin de prendre la succession des services mis en place en 1939. À la Libération, sa mission est confirmée. Il reçoit le statut de lycée (au sens de l'époque). Il porte ensuite plusieurs noms, notamment Centre national d'enseignement par correspondance, radio et télévision (CNEPCRT) en 1953,, abrégé en Centre national de télé-enseignement (CNTE) en 1959, puis de nouveau Centre national d'enseignement par correspondance (CNEC) en 1979,, avant de recevoir son nom actuel en 1986,.
En 2002, l'établissement acquiert par décret du 25 avril un nouveau statut et des moyens juridiques. La loi du 23 avril 2005, d'orientation et de programme pour l'avenir de l'école consacre le service public d'enseignement à distance.
L'établissement lance en 2006 une gamme de formation pour les entreprises. En 2008, un cabinet de conseil pilote une étude de modernisation. Le décret du 27 février 2009 relatif au service public de l'enseignement à distance officialise la mission de service public du CNED.
Le 22 janvier 2009, Xavier Darcos, ministre de l'Éducation nationale, annonce l'ouverture en juin d'une nouvelle académie (la 31e) : une académie en ligne proposant de télécharger l'intégralité des enseignements correspondant au programme, du primaire au lycée. Le CNED est chargé de sa mise en œuvre.
En février 2013, le rapport annuel de la Cour des comptes épingle le CNED sur son offre en ligne inadaptée. Le Nouvel Observateur et Capital font une analyse très critique du fonctionnement du CNED.
Le 13 mars 2020 est lancée l'opération « Ma classe à la maison » à la suite de la fermeture des établissements scolaires français pour cause de pandémie de Covid-19. Celle-ci est victime de cyberattaques,.
En 2022, la Cour des comptes indique que l'extension récente des missions du CNED suppose de « repenser sa place et sa stratégie », de revoir ses tarifs, de limiter son offre de formations et de clarifier sa place au sein de l'Éducation nationale.
Un décret paru au Journal Officiel le 14 avril 2023, reconnait officiellement le Cned comme un acteur de référence du service public du numérique éducatif. Par la modification qu’il porte au code de l’éducation, ce nouveau décret représente une étape marquante dans l’évolution du Cned, en élargissant son périmètre d’activité au-delà de sa mission de service public de l’enseignement à distance, en particulier en faveur des publics empêchés.

## Financement
En 2024, l'établissement est subventionné à hauteur de 31,3 millions d'euros. Il génère environ 53,6 millions d'euros de recettes commerciales.

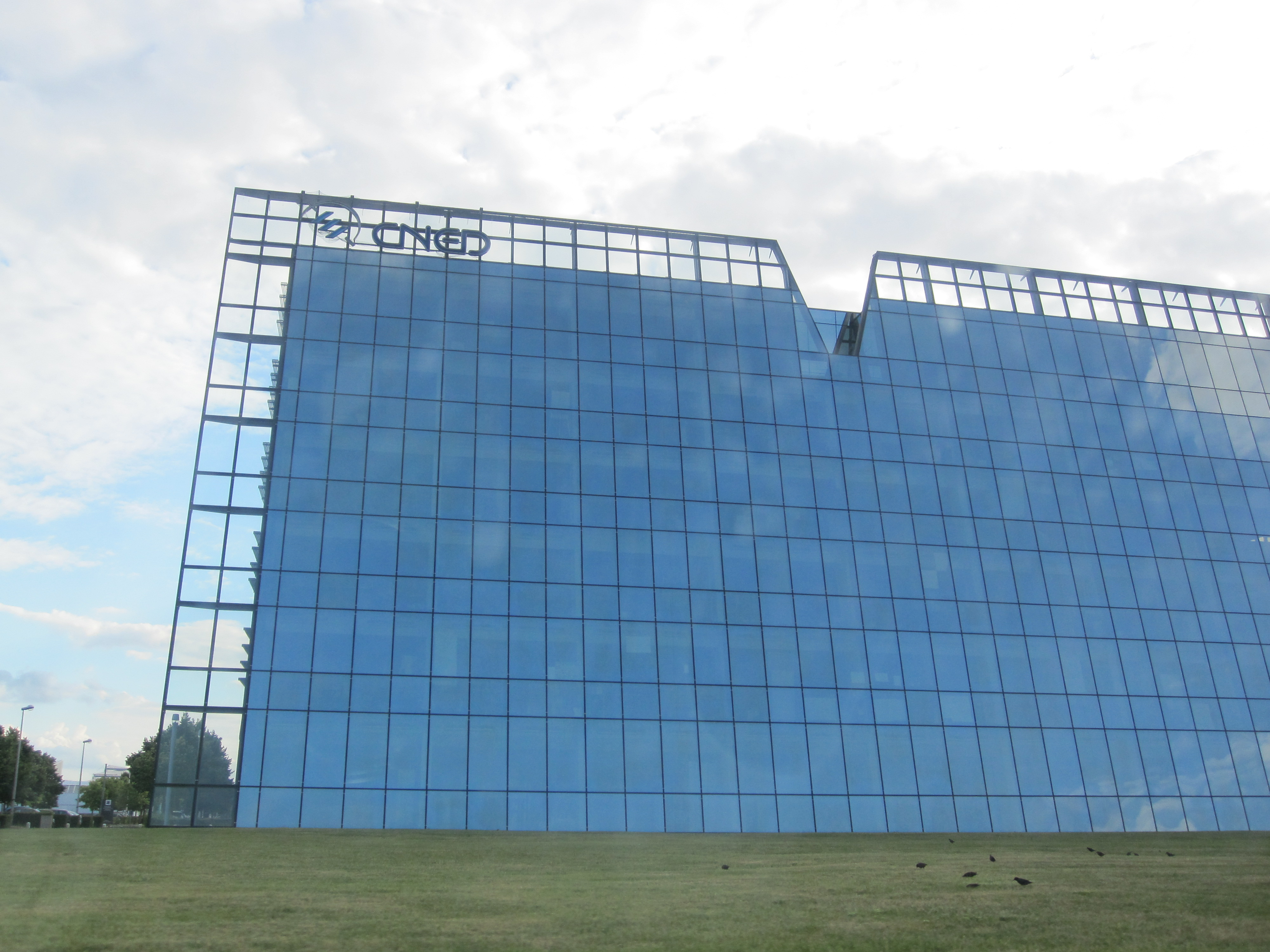
Bâtiment abritant le CNED, au Futuroscope.

## Direction et administration
Le siège principal du CNED est aujourd'hui implanté au Futuroscope et chapeaute huit sites en France métropolitaine : Grenoble, Lille, Lyon, Poitiers, Rennes (1983), Mont-Saint-Aignan (dans la banlieue de Rouen), Toulouse et Vanves (dans la banlieue de Paris).
Le CNED est administré par un conseil d'administration. Il est dirigé par une directrice générale.

### Directeurs généraux
Les recteurs, directeurs généraux du CNED ont été successivement :
| Recteur                      | Décret de nomination | Décret de nomination |
| ---------------------------- | -------------------- | -------------------- |
| Dominique Lecourt            | 28 février 1986      | [ a ]                |
| Claude Goasguen              | 2 décembre 1987      | [ b ]                |
| Bernard Loing (d)            | 4 janvier 1991       | [ c ]                |
| Michel Moreau (d)            | 12 juillet 1993      | [ d ]                |
| Guy Aubert (d)               | 27 janvier 2000      | [ e ]                |
| Olivier Dugrip (d)           | 20 mars 2003         | [ f ]                |
| Jean-Michel Lacroix (d)      | 20 juillet 2005      | [ g ]                |
| Michel Leroy (d)             | 9 avril 2009         | [ h ]                |
| Serge Bergamelli (d)         | 1er août 2011        | [ i ]                |
| Béatrice Boury (par intérim) | 16 mars 2015         | [ j ]                |
| Jean-Charles Watiez (d)      | 16 décembre 2015     | [ k ]                |
| Michel Reverchon-Billot (d)  | 9 février 2017       | [ l ]                |
| Jean-Noël Tronc              | 23 mars 2022         | [ m ]                |
| Olivier Guiard (par intérim) | 10 juillet 2024      | [ n ]                |
| Anne Szymczak                | 12 mars 2025         | [ o ]                |

### Conseil d'administration
Le conseil d'administration comprend dix-huit membres : six représentants de l'État, six représentants du centre élus par les personnels de l'établissement et six personnalités qualifiées désignées par arrêté des ministres chargés de l'Éducation nationale et de l'enseignement supérieur, dont l'une sur proposition du ministre des Affaires étrangères.
Il délibère entre autres sur les orientations et l'organisation générale de l'établissement proposées par le directeur général, le rapport annuel d'activité, le budget.
Le président du conseil est choisi parmi les membres du conseil d'administration appartenant aux personnalités qualifiées.

## Enseignement
L'enseignement, au titre de la mission de service public, est assuré par 1 100 personnels enseignants de l'Éducation nationale, à destination de 7 150 élèves de primaire, 33 700 de collège, ainsi que de plus de 52 700 élèves de lycée général, technologique et professionnel. Une grande proportion, sinon la totalité des personnels enseignants sont en poste adapté en raison d'un handicap.
Pour les enseignants-chercheurs Frédéric Grimaud et Laurence de Cock, le CNED est « un laboratoire du management néolibéral dans l'Éducation nationale »,.

### CNED sur Wikiversité
- Mise en œuvre de l’accessibilité numérique